# Scoppio di Sant'Osvaldo
Lo scoppio di Sant'Osvaldo, noto anche come disastro di Sant'Osvaldo o la Polveriera di Sant'Osvaldo, è stato un evento catastrofico verificatosi a Sant'Osvaldo, un quartiere di Udine, il 27 agosto 1917. La deflagrazione del materiale stoccato in varie polveriere presenti in zona causò la distruzione totale nel raggio di 40 kilometri e causò la morte di circa 27 civili e imprecisate vittime militari.

## Il contesto
Durante la prima guerra mondiale Udine era sede del Comando Supremo Militare Italiano e di fatto la "Capitale della guerra", data la sua posizione di vicinanza rispetto al fronte.
La frazione di Sant'Osvaldo dista circa due chilometri dal centro di Udine; all'epoca dell'evento essa era costituita da diverse borgate principali ed altri gruppi di case sparse, abitate principalmente da agricoltori e operai delle fabbriche (tra le quali una fabbrica di concimi, un pastificio, una ferriera) che costituivano la nascente industria della zona.
A causa della guerra, nel quartiere, furono installati numerosi depositi di munizioni e altri esplosivi. Uno di questi, quello della 2ª Armata, allestito in una scuola appena costruita (e mai entrata in funzione) che era stata requisita nei pressi dell'ospedale psichiatrico trasformato in ospedale militare, conteneva proiettili di ogni calibro, tubi di gelatina e bombe a mano per migliaia di tonnellate.

## Lo scoppio
Alle ore 11.00 del 27 agosto 1917 una prima esplosione si verificò nel quartiere. Poco dopo si verificò una seconda esplosione e poi una terza, seguita da numerose altre di minore entità, che durarono per tutta la giornata. Le esplosioni provocarono la distruzione di gran parte degli edifici in un raggio di diversi chilometri, tra i quali la chiesa, la scuola, le fabbriche e le abitazioni. Furono registrati danni a Udine e nei comuni limitrofi, fino a Manzano, a 14 km di distanza in linea d'aria.

Udine - Sant'Osvaldo -
Quel che rimane della nuova chiesa e delle case adiacenti

Domenico Pecile, sindaco di Udine dal 1904 al 1920, nella sua relazione Udine nella guerra di redenzione, descrive così l'accaduto:
"Alle ore undici del 27 agosto, preceduto da un sordo tambureggiamento e seguito dallo sconvolgimento convulso di tutti gli elementi, il fragore formidabile di un primo scoppio gettava – per un vastissimo circuito – l’allarme e il terrore tra la popolazione. Il luogo dell’esplosione veniva subito identificato, dai varii punti della città, da un’altissima e densa colonna di fumo nero.
A breve distanza – segnata dal sinistro rollio di piccoli colpi – un secondo scoppio, più violento e fragoroso, terrificante come lo schianto simultaneo di mille cannoni, sommuoveva la terra, squassando ruinosamente i fabbricati e spostando impetuosamente l’aria, tutt’intorno oscurata e densa d’ignei vapori.[...]
Un terzo scoppio fragoroso – partito, come il secondo, dai pressi degli edifizi scolastici – fu seguito da altri ininterrotti, di minore violenza, e per due giorni l’orgia infernale di detonatori, di boati e di vampe si scatenò, indomabile, dal caotica ammasso di fumiganti e sussultanti rovine, in che era convertita la ridente borgata di S. Osvaldo."

Udine - Sant'Osvaldo - Resti del grande edificio Luccardi dopo lo Scoppio

## Causa del disastro
Le cause dello scoppio sono tutt'oggi imprecisate. Si ipotizzarono tre possibili cause: un sabotaggio, un bombardamento aereo nemico oppure l'incuria nello stoccaggio e nella sorveglianza dei depositi di munizioni.
All'epoca del disastro i fatti vennero in gran parte censurati dalla propaganda di guerra, per questo anche nelle cronache dell'epoca non vi è alcun riferimento all'accaduto.
La prima nota relativa al disastro è apparsa solo il 4 settembre 1917 sul quotidiano La Patria del Friuli, che così descriveva l'accaduto:
Udine, 3. Il 27 dello scorso mese per cause imprecisate, ma dalla quali pare possasi escludere il dolo, scoppiò un piccolo deposito di munizioni in prossimità di Udine. Si hanno a lamentare alcune vittime fra i militari e la popolazione civile; qualche danno.
Due anni dopo, il 26 agosto 1919, lo stesso quotidiano ha dedicato un intero articolo all'accaduto.

## Conseguenza
Lo scoppio e la conseguente distruzione di gran parte delle abitazioni, causò il trasferimento in altre zone di gran parte degli abitanti del quartiere. Alcuni si spostarono in altre aree di Udine e del Friuli, altri in diverse città italiane.

## Commemorazione

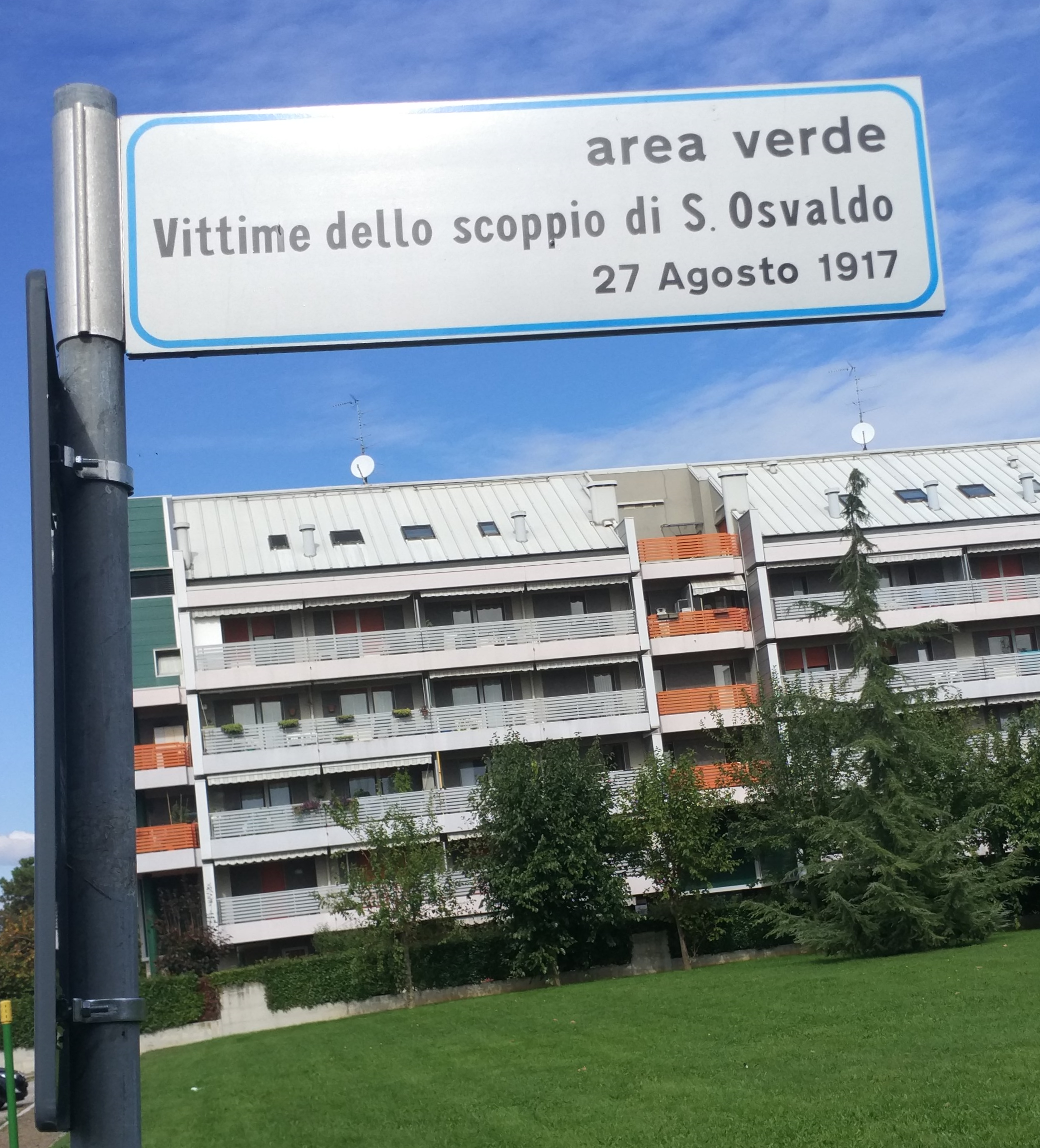
Cartello presso il parco di Udine intitolato alle vittime dello scoppio

Due lapidi, poste all’interno della scuola dell’infanzia intorno al 1920, commemorano l'accaduto riportando i nomi delle vittime civili.
A Udine, nel quartiere di Sant'Osvaldo, alle vittime è stato dedicato un parco cittadino denominato "Area verde - Vittime dello Scoppio di Sant'Osvaldo"
Il 27 agosto 2017 è stata allestita, presso la cappella della chiesa di Sant'Osvaldo, una mostra promossa dalla parrocchia di Sant'Osvaldo che ripercorre i fatti accaduti con testi e foto dell'epoca. Sono stati inoltre presentati i risultati della ricerca storica e archivistica riguardo ai fatti ed alle conseguenze dell'evento.